# Hirundapus
Hirundapus là một chi chim trong họ Apodidae.